# Dianthus pratensis
Dianthus pratensis är en nejlikväxtart. Dianthus pratensis ingår i släktet nejlikor, och familjen nejlikväxter.

## Underarter
Arten delas in i följande underarter:
- D. p. pratensis
- D. p. racovitzae